# Love (pel·lícula de 2005)
Love és un llargmetratge independent de 2005, escrit, dirigit i editat per Vladan Nikolic, produït per Jim Star (Sota el pes de la llei, La nit a la Terra, Factotum) i produït executiu per Christoph Thoke (Tropical Malady). La pel·lícula es va fer a Nova York per 350.000 dòlars, amb un repartiment i un equip de més de 20 països, amb 168 escenes, rodades en més de 60 ubicacions. La pel·lícula es va rodar en mini DV en 20 dies, es va transferir a una pel·lícula de 35 mm i va rebre grans elogis al número de setembre de 2005 de American Cinematographer pel seu aspecte elegant.

## Argument
Explicada a través d'una narració no lineal des del punt de vista de cadascun dels personatges, la pel·lícula reconstrueix les històries d'un sicari iugoslau (Sergej Trifunovic), la seva antiga amant (Geno Lechner) i el seu xicot oficial de policia (Peter Gevisser). mentre els seus camins es creuen a Nova York.

## Repartiment
- Sergej Trifunovic com a Vanya
- Geno Lechner com a Anna
- Peter Gevisser com a Dirk
- Didier Flemish com a Jean
- Mario Padula com a Manny
- Al Nazemian com a Ali (com a Al Naz)
- Liat Glick com Faye
- Eric Frandsen com a Hayes
- Mariano Mederos com a Rivera

## Recepció
Va impressionar el públic i la crítica al Festival de Cinema de Tribeca de 2005, a la 62a Mostra Internacional de Cinema de Venècia i al Festival de Cinema d'Oldenburg. Love també va guanyar el Prix De Jeunes al festival Cinéma Tout Ecran a Ginebra, Suïssa. Els crítics van comparar la pel·lícula amb Pulp Fiction, Memento, Rashomon, i en el seu subtext polític a Marathon Man i Dirty Pretty Things (Variety).